# 苏合镇
苏合镇，原为苏合乡，是中华人民共和国甘肃省陇南市西和县下辖的一个乡镇级行政单位。2018年3月撤乡设镇。区划代码改为621225112。

## 行政区划
苏合镇下辖以下地区：
聂堡村、丁河村、甘王村、武湾村、杨河村、吕集村、康杨村、冯董村、老庄村、张河村、阴坡村、朱合村、明星村、苏合村、曹郭村、孟庄村、庞沟村、陈地村、阳坡村和元山村。